# Onthophagus rubricollis
Onthophagus rubricollis là một loài bọ cánh cứng trong họ Bọ hung (Scarabaeidae).